# NGC 4682
NGC 4682 este o intermediate spiral galaxy⁠(d) situată în constelația Fecioara. A fost descoperită în 15 martie 1786 de către William Herschel. Se află la o distanță de 30 de megaparseci de Pământ.